# Robin Wayne Bailey
Robin Wayne Bailey (* 8. Februar 1952 in Kansas City, Missouri) ist ein US-amerikanischer Science-Fiction- und Fantasy-Schriftsteller. Er war 1996 Mitgründer der Science Fiction Hall of Fame und von 2005 bis 2007 Präsident der Science Fiction and Fantasy Writers of America.

## Biografie (Auswahl)
Bailey absolvierte die North Kansas City High School und erhielt einen B. A. in Englisch und Anthropologie und einen Master of Arts in englischer Literatur von der Northwest Missouri State University. Er debütierte als Autor mit dem Roman Frost, der 1983 von Timescape Books veröffentlicht wurde, es folgten in den nächsten drei Jahren zwei Fortsetzungen und einige Kurzgeschichten. Zu Baileys Werken gehören Shadowdance, die Frost-Serie, The Brothers of the Dragon und die Dragonkin-Fantasy-Trilogie sowie Swords Against the Shadowland, ein Roman, der die Serie Fafhrd und Grauer Mausling Serie von Fritz Leiber fortsetzt, mit dem er den Roman auch gemeinsam schrieb. Als direkte Fortsetzung von Leibers berühmtester Geschichte Das Haus der Diebe (1970) wurde Swords Against the Shadowland vom Genre-Newszine Science Fiction Chronicle als einer der sieben besten Fantasy-Romane des Jahres 1998 ausgezeichnet. Bailey war Finalist des jährlichen Nebula Award als bester Roman für The Children's Crusade (2007). Neben seinen Romanen verfasste Bailey eine große Anzahl an Kurzgeschichten und Essays. Viele seiner Werke veröffentlichte er als Robin W. Bailey und einige als Robin Wright.
In Zusammenarbeit mit der Kansas City Science-Fiction- und Fantasy-Gesellschaft (KaCSFFS) und dem Center for the Study of Science Fiction an der University of Kansas haben Bailey und James Gunn 1996 die Science Fiction und Fantasy Hall of Fame gegründet. Die Hall of Fame fusionierte später im Rahmen einer Sondervereinbarung mit Vulcan Enterprises von Paul G. Allen und wurde 2004 Teil des Science Fiction Museum and Hall of Fame in Seattle. Die Hall of Fame ist jetzt Teil des größeren EMP-Museums (einfach nach „Experience Music Project“ benannt, das den Fokus auf seine Science-Fiction-Komponente etwas reduziert hat). Ab 2013 wurden erneut Menschen zu Beiträgen zur Fantasy eingeladen, wobei auch der ursprüngliche Name wiederhergestellt wurde; Bailey ist weiterhin Mitglied des jährlichen Induction Committees.
Vor seiner Tätigkeit als Präsident der SFWA (2005–2007) war Bailey neun Jahre lang Regionaldirektor der SFWA Süd-Zentrale. Er war auch Gastgeber von drei jährlichen Nebula Award - Wochenenden, darunter zwei in Kansas City. Infolgedessen erhielt Bailey 1998 einen besonderen „Service to SFWA Award“.

## Bibliografie

### Romane

#### Frost
- Frost, Timescape Books 1983, ISBN 0-671-45596-6
- Skull Gate, Tor 1985, ISBN 0-8125-3139-6
- Bloodsongs, Tor 1986, ISBN 0-8125-3141-8

#### Brothers of the Dragon
- Brothers of the Dragon, New English Library 1992, ISBN 0-450-55671-9
- Flames of the Dragon, New English Library 1993, ISBN 0-450-55672-7
- Triumph of the Dragon, Roc / New American Library 1995, ISBN 0-451-45437-5

#### Dragonkin
- Dragonkin, ibooks 2003, ISBN 0-7434-5854-0
- Talisman, ibooks 2004, ISBN 0-7434-7947-5
- Undersky, ibooks 2004, ISBN 1-4165-0431-1

#### Fafhrd und Grauer Mausling (Fafhrd and the Gray Mouser)
- Swords Against the Shadowland, White Wolf Publishing 1998, ISBN 1-56504-893-8 (mit Fritz Leiber)

#### Philip José Farmer’s The Dungeon
- The lake of fire, Bantam Spectra 1989, ISBN 0-553-28185-2
  - Der See aus Feuer, Heyne 1990, Übersetzer Alfons Winkelmann, ISBN 3-453-04506-8

#### Zork
- Enchanter, Avon Books 1989, ISBN 0-380-75386-3
- The Lost City of Zork, Avon Books 1991, ISBN 0-380-75389-8

#### Einzelromane
- Night Watch, TSR 1990, ISBN 0-88038-914-1
- Shadowdance, White Wolf Books 1996, ISBN 1-56504-946-2

### Storysammlungen
- Turn Left to Tomorrow, Yard Dog Press 2007, ISBN 1-893687-84-8

### Herausgegebene Anthologien
- Architects of Dreams: The SFWA Author Emeritus Anthology, Meisha Merlin 2003, ISBN 1-892065-98-3
- Little Green Men—Attack!, Baen 2017, ISBN 978-1-4767-8213-3 (mit Bryan Thomas Schmidt)